# Forcipomyia spinuliforceps
Forcipomyia spinuliforceps är en tvåvingeart som beskrevs av Tokunaga 1959. Forcipomyia spinuliforceps ingår i släktet Forcipomyia och familjen svidknott. Inga underarter finns listade i Catalogue of Life.